# Juan Francisco Aragone
Juan Francisco Aragone ili Giovanni Francesco Aragone (Carmelo, 24. svibnja 1883. – Montevideo, 7. svibnja 1953.), urugvajski nadbiskup Rimokatoličke Crkve, talijanskog podrijetla.

## Životopis
Godine 3. srpnja 1919. imenovan je nadbiskupom Montevidea. Aragone je tako imenovan drugim rimokatoličkim nadbiskupom Montevidea. Na njegovom službenom grbu stojalo je geslo Omnia possum in eo qui me confortat (Sve mogu u Onome koji me jača). Za vrijeme mise 1922. godine, u katedrali, napao ga je Herrera Carbajal. Iako je zadobivena rana bila ozbiljna, bio je spašen intervencijom liječnika koji je bio prisutan u crkvi.
Godine 1940. je dao ostavku, a imenovan je naslovnim nadbiskupom Melitene. Umro je 7. svibnja 1953. godine u Montevideu.